# Glifozát
A glifozát gyenge szerves sav, színtelen kristályos, szilárd vegyület, vízben jól oldódik. Világszerte elterjedt gyomirtószer gyümölcsök, zöldségek, szántóföldi növények termesztése során, vízi és szárazföldi termesztésben. A GMO-k terjedésével a glifozát felhasználás radikálisan megnőtt az elmúlt években, főleg a génmódosított glifozátrezisztens kukorica alkalmazása miatt. A glifozát irritációt okoz szemben, bőrön, lenyelés esetén a felső emésztőszervekben, belégzés esetén a tüdőben, légutakban, köhögést, tüsszögést váltva ki. Újabb kutatási eredmények a glifozát teratogén és hormonkárosító hatásáról számoltak be.[forrás?]
2015 márciusában a WHO szakirányú szervezete az IARC az ember számára valószínűleg rákkeltő anyagok osztályába sorolta a glifozátot. Ennek ellenére az Országgyűlés Fenntartható fejlődés bizottságának kormánypárti többsége a bizottság 2017. május 9-i ülésén elutasította a glifozát felhasznásának korlátozására tett javaslatokat.
2015 végén a pármai EFSA is értékelte a glifozátot, de ellentétes eredményre jutottak, mivel az „EFSA csak a glifozát karcinogén kockázatát elemezte, az IARC pedig a vegyületet és a vegyületet tartalmazó különféle termékeket egyaránt górcső alá vette”, valamint eltérően vették figyelembe a gyomirtó szer gyártói által finanszírozott kutatásokat is.
2019-ben az Európai Unióban elsőként Ausztria betiltotta a szer használatát.

## Használata
A glifozát világszerte használt gyomirtószer mezőgazdasági területeken (aromás aminosavak szintézisét gátolja), gyümölcsök, zöldségek, szántóföldi növények termesztése során, vízi és szárazföldi termesztésben. A glifozátot szintén alkalmazzák olyan bejegyzett, transzgénikus növénykultúrákban, melyek rezisztensek a szerrel szemben (mint pl. kukorica, gyapot, szója, répacukor, búza). Több mint 100 féle növénykultúrán kívül használják egyéb, nem élelmiszertermelési célú tevékenység során, mint pl. erdészet, üvegházak, lakónegyedek.
A glifozát az Egyesült Államokban a 2000-es évek elejére a legtöbbet használt peszticiddé vált, évente pázsitokon, gyepeken, kiskertekben 2300-3600 tonnát, míg mezőgazdaságban 39-41 ezer tonnát használnak fel belőle.
A genetikailag módosított élőlények (GMO) terjedésével a glifozátfelhasználás radikálisan megnőtt az elmúlt években, főleg a génmódosított glifozátrezisztens kukorica alkalmazása miatt.
2019. július 2-án Ausztria az Európai Unióban elsőként betiltotta a glifozát használatát. Egyelőre vitatott, hogy a tilalom megfelel-e az uniós jognak; ennek ellenére a Greenpeace környezetvédő szervezet történelmi mérföldkőnek nevezte az eseményt.

## Egészségügyi kockázatai
A glifozát 2001-es Európai Unióban történő engedélyezése óta több olyan tudományos kutatás is napvilágot látott, mely a hatóanyag egészségkárosító hatására utal. Egyes újabb kutatások szerint a glifozát teratogén lehet és károsíthatja a hormonháztartást.
Az anyaggal történő bárminemű érintkezés egészségi kockázatot jelent az anyag irritáló hatása miatt a szemben, bőrön, lenyelés esetén a felső emésztőszervekben, belégzés esetén a tüdőben, légutakban, köhögést, tüsszögést váltva ki.
Normál felhasználás mellett nem jelent akut veszélyt a szer (Cheminova), azonban még jelentős kitettségnél is alacsony toxicitást mutatott egereknél és patkányoknál. Embereknél ekkora kitettség munkahelyi baleset vagy öngyilkossági kísérletek során fordul elő, a szervezetbe kerülve a glifozát irritálja a légzőszervi nyálkahártyákat és a béltraktust.
A glifozát rosszul szívódik fel az emésztőrendszerben, és nagyrészt változatlan formában ürül ki az emlősök szervezetéből. Tíz nappal a kezelés után már csak nyomokban találtak a szövetekben a szerrel három hétig táplált patkányok vizsgálatakor. Az adatok alapján a glifozát jelentős mértékben nem halmozódik fel az állati szövetekben.Az anyagcsere folyamatban nagyon mérsékelten vesz részt a szer, a kiürülés gyors és majdnem teljes mértékű. A maradékok szinte minden szövetben előfordulhatnak, az eloszlásuk alacsony és nincs jele felhalmozódásnak.
Tanulmányok mérsékelt toxicitásról számolnak be (az LD50 értékek 1000 mg/testtömeg/kg és 5000 mg/testtömeg kg). Szájon át az LD50 érték glifozátra vonatkozva nagyobb mint 10 000 mg/testtömeg-kg egerek, nyulak, és kecskék esetén.
A reprodukcióra való hatását vizsgálva azt találták, hogy kevés elváltozást okoz a kísérleti állatokban magas dózis esetén (több mint 150 mg/testtömeg kg/nap).
A WHO 1994-es tanulmányában az addig elvégzett kísérletek alapján a glifozátot nem tartotta rákkeltőnek. Az in vitro és in vivo genotoxikológiai tesztek negatívak lettek, és az EPA az E kategóriába sorolta (bizonyítottan nem rákkeltő emberekre), és az IARC nem tartotta nyilván 2015-ig. Nem mutatott mutagén hatást a Salmonella, E. coli vagy kínai hörcsög esetében (Cricetulus griseus), valamint a DNS-javítás vizsgálat is negatív lett a Bacillus subtilis és hepatocita kultúrákban. Humán allergiás hatást sem jelentettek.
2009-ben azonban kutatók egy csoportja több vizsgálat alapján arra jutott, hogy a glifozát-alapú gyomirtók mérgezőek és endokrin zavarokat okoznak az emberi sejtekben. Összességében a glifozát-alapú gyomirtók élelmiszerben és takarmányban megtalálható szermaradékainak sejtekre gyakorolt hatásáról alkotott eddigi elképzeléseket felülvizsgálni javasolják, a glifozát karcinogén/mutagén/reprotoxikus besorolását illetően is.
A francia Seralini által vezetett kutatás kimutatta, hogy a glifozát – Roundup nevű adjuváns jelenlétben – a humán embrionális-, köldök- és méhlepény sejtvonalakon DNS töredezést és sejtpusztulást okoz. Egy 2009-es argentin kutatás pedig a glifozát teratogén hatását bizonyította gerinceseken. Az embrionális fejlődést vizsgálva konzekvens és szisztematikus deformációkat figyeltek meg a dél-afrikai karmosbékákon (Xenopus laevis) végzett vizsgálatok során. A glifozát hatására csökkent a fej mérete, a központi idegrendszerben genetikai változások következtek be, a koponyát formáló sejtek nagy számban pusztultak és deformálódtak a porcok. Az eredményeknek azért is van nagy jelentősége, mert a gerincesek közötti hasonlóságok miatt a humán embriókra ilyen hatással lehet a szer. Ennek alapján a glifozát használatának betiltását kérte a kutatást vezető professzor az argentin kormánytól, környezetvédők pedig be is perelték a glifozátot gyártó amerikai Monsanto vállalatot.
2010-ben tovább bővültek az információk, miszerint a glifozát megmérgezheti a termést, talajt, vadvilágot, állatállományt és magát az embert is, tehát a szer az egész ökoszisztémát veszélyezteti többféle úton is, ami miatt különböző szervezetek és egyének már régóta a glifozát betiltásáért küzdenek, mindeddig azonban hiába. A vizsgálatok során jóval az ajánlott mezőgazdasági felhasználási mennyiségek alatt is komoly egészségkárosító hatások jelentkeztek. A glifozát megköti a fémionokat (kelátor), amivel szisztemikus hatásokat fejt ki több fő enzimre, melyek működése multivalens ionoktól függ. Laborkísérletek már egyértelműen a glifozáthoz tudtak kötni bizonyos születési rendellenességeket is.

## Környezeti hatásai
A glifozát felhasználása gyomirtó szerként azt eredményezheti, hogy a szermaradványok a levegőbe, ivóvízbe, növények és állatok szöveteibe, és így az emberi szervezetbe is bekerülhetnek. A glifozát belélegezve, bőrön keresztül felszívódva, vízzel és élelmiszerrel, valamint munkahelyi foglalkozással kerülhet a szervezetbe. Mivel fennáll a glifozát mikrobák általi lebontásának lehetősége talajban és vízi környezetben, elsődleges expozíciós forrása az élelmiszer.
Felszíni vizekben 1-1700 µg/l, talajban (szárazanyagra vetítve) 0,07-40 mg/kg, üledékekben 0,05-19 mg/kg, vadon termő bogyósokban 1,6-19 mg/kg, zuzmókban 45 mg/kg mennyiségben mutatták ki a glifozátot, a bomlástermékei közül az AMPA-t pedig felszíni vizekben 1-35 µg/l, talajban 0,1-9 mg/kg, üledékekben 0,05-1,8 mg/kg, lombozatban 1,7-<9 mg/kg, bogyósokban 0,02-0,1 mg/kg, zuzmókban 2,1 mg/kg koncentrációban.
Glifozátot növényekből a legkülönbözőbb értékekben mértek: banánban a kimutathatósági érték, 0,05 mg/kg alatt, száraz babból 0,11-1,8 mg/kg, száraz borsóból 0,17-?,05 mg/kg, lencséből 0,05-3 mg/kg, szójából 0,45-17 mg/kg, gabonamagvakból 0,1-20 mg/kg, cukornádból 0,07-0,97 mg/kg, gyapotból 0,46-28 mg/kg, teából 0,12-0,42 mg/kg értékben, kiemelkedően magas koncentrációkat szálastakarmányokban mutattak ki, ahol a glifozát maradvány mennyisége elérte a 225 mg/kg értéket is.
A különböző vizsgálati eredmények ellenére a hivatalos szervezetek álláspontja továbbra is az, hogy az emberi egészségre nézve csekély káros hatása van a glifozátnak. Az EPA szerint az elméleti maximum szermaradék szennyezettség bevitel 0,025 mg/testtömeg kg/nap, ami minimális veszélyt jelent és nem tartja egyáltalán mutagénnek. 2 mg/testtömeg kg/nap referencia dózis értéket javasoltak, amely a toxicitási vizsgálataikra alapozva nem jár káros hatásokkal még egy életen át történő rendszeres bevitelnél sem. Igaz korábban, 2003-ban, de a WHO is veszélytelennek minősítette a szert az AMPA-val együttes ivóvízben való előfordulását illetően, valamint még korábbi eredmények a szisztemikus toxicitást vetették el kellő bizonyítékok híján.
Az Európai Glifozát Környezeti Információs Központ (EGEIS) szerint bár a felszíni vizek tényleg tartalmaznak kevés mennyiségű glifozátot, ezek maradéktalanul eltávolításra kerülnek a standard vízkezelési folyamatok során, az ivóvízre vonatkozó 0,1 µg/l határérték túllépését pedig nem is veszélyezteti a szer.

## Permetszerek
Több permetszernek a hatóanyaga:
Kapazin,
Glyfos

### Glialka
A Glialka a Monsanto Europe belga vegyipari vállalat által gyártott totális gyomirtószer védjegyezett neve. Hatóanyaga 360 g/l glifozát (441 g/l glifozát kálium só formájában). Vízi szervezetekre mérsékelten veszélyes. folyékony, vízben oldható koncentrátumként forgalmazzák. Forgalmazási kategória: III. (szabadforgalmú). Mezőgazdaságilag nem művelt területek, lakott területek, kiskertek, szőlő, gyümölcsös, gyep felújítás, erdészet, fakitermelés totális gyomirtására alkalmazzák.